# はいすくーる仁義
『はいすくーる仁義』（はいすくーるじんぎ）は、水穂しゅうしによる日本の漫画作品。1989年から1992年まで『週刊ヤングジャンプ』（集英社）にて連載された。
「ヤクザが学校教師になる」という設定は後年人気を博した『ごくせん』を先取りしていた。初期はその設定を活かしたギャグ色が強かったが、次第にシリアスで緊張感ある格闘アクションがメインになり、ギャグ路線を残しながらもスケールの大きな活劇漫画へと発展し人気を博した。
本稿では、これを原作とする実写化作品とアニメ化作品も併せて扱う。

## 主な登場人物
安芸 情二（あき じょうじ）
私立極楽（ごくらく）高校社会科教諭。元ヤクザで、組長の命令で教員免許を持っていた情二が半ば強引に教師にさせられた。たまに奇想天外な行動に出て、拳銃（コルトM1911）を取り出すこともある。サングラスを取ると目がキューピーのようにカワイイことから「地獄のキューピー」の異名を持ち、ヤクザ達には怖れられている、情二が惚れている白鳥先生には自分が極道だった過去がばれないようにいつも四苦八苦している。異常なまでに打たれ強い屈強な肉体を誇り、自分以上の強者が相手でも最終的にはしぶとさで勝利してしまう。
基本的に勝つためには手段を選ばない卑怯かつ無類の好色という最低の性格だが、人間としての芯の部分には一本筋の通った哲学を持っており、その熱さが様々な局面で周囲の人間を感化したり巻き込んだりしていく。広島時代に文太というベンガルトラを飼い慣らしていたが、ある悲しい事件で死別した。愛車はベンツで愛称は「ダイアナ」。
白鳥 礼子（しらとり れいこ）
私立極楽高校英語科教諭。学校のマドンナ的教師。情二が一目惚れしてしまう。世間知らずのお嬢様のため、情二の本性には気づかない。
米田 明（よねだ あきら）
私立極楽高校2年生。中学生の頃は暴走族で、ある事情があって族を辞めた。不良仲間の純一・守とつるんで悪さをしており、情二にも逆らったが返り討ちに遭う。それからは情二の舎弟になる。
黒井 純一（くろい じゅんいち）
私立極楽高校2年生。同じく明・守の不良仲間。ダイアナにコーヒーを投げつけたことで守と2人で情二に叩きのめされて舎弟になる。
西 守（にし まもる）
私立極楽高校2年生。同じく明・純一の不良仲間。純一と一緒に叩きのめされ情二の舎弟になる。
屋代（やしろ）
私立極楽高校3年生。学校の番格で明達も逆らえない存在。かなりの猛威を振るっていたが、情二にはいつも負けている。情二から「おっさん顔」と言われるほどに老け顔で、そのことで彼女に振られた。
教頭
私立極楽高校の教頭。情二には逆らえず小間使いにされている。
校長
私立極楽高校の校長。早乙女の古くからの友人であったことから、情二を学校に受け入れる。
早乙女 愛（さおとめ あい）
閻魔組組長。学園ドラマに感化され、情二を無理矢理教師に転職させた。
陣内 玉三郎（じんない たまさぶろう）
三途会若頭。情二とは幼稚園の頃からの腐れ縁。サングラスに黒スーツがトレードマーク。日頃はクールでダンディな都会ヤクザだが、情二と絡むと常に意地の張り合いで子供じみた喧嘩をする。武術の達人でいざという時に最も頼りになる相棒でもあり、何度か情二と修羅場を共にし闘った。とある事件のケジメを取るため、左手の小指をつめることになる。
清川（きよかわ）
地方検察庁特別捜査部の捜査員。通称デコボクロ。情二に騙され利用されるが、最後は奇妙な友情で結ばれる。とある事件の責任を取らされ、出世コースから外される。古武道の使い手。
赤井 一牙（あかい かずき）
情二の親友で広島弁天組組員、かつては「西の安芸、東の赤井」と恐れられた広島ヤクザ最強のコンビだったが、2人の間の行き違いもあって赤井は刑務所に入っていた。自分が刑務所に入ったのは情二が裏切ったからだと、赤井は情二への復讐を誓い対立する。食べ物の好みにうるさく、広島風お好み焼き屋でオタフクソースと偽って他のソースが出されていたのを味だけで気付き「オタフクじゃなあー!!」と暴れて店を半壊させたりもした。情二には「いちが（一牙）」と呼ばれている。
安芸 倫子（あき りんこ）
情二の姉。普段は看護婦をしている。喧嘩はとても強く、情二が怖れをなすほどえげつないことを平然としてのける。
山下 春吉（やました はるよし）
極楽高に転入してくる物理教師。スポーツ万能で白鳥を巡る恋の鞘当てで情二と鉄棒競技で対決する。
豊田 松世（とよだ まつよ）
極楽高に転入してくる保健教諭。通称豊松。情二の広島時代からの旧知であり、明るくセクシーな美女。かつて情二に救われたことから彼を愛するようになったが、汚れた過去に引け目を感じているため自分の気持ちを隠している。
番場（ばんば）
マル暴の刑事。スキンヘッドに刺青をした大男で、広島時代から情二が頭が上がらない天敵。豊松に惚れている。モデルはプロレスラーのクラッシャー・バンバン・ビガロ。
弾子（だんこ）
番場の一人娘である極楽高生徒。情二を広島時代から慕っている。プロレス技が得意。モデルはプロレスラーのダンプ松本。
顎（アギト）
御仏組系闘魂会会長。怪物的な戦闘力の持ち主で、手負いの状態ながら情二と陣内を一人で圧倒した。モデルはプロレスラーのアントニオ猪木。部下の特殊部隊員は、全員が第二次UWFのレスラーをモデルにしている。
江田島の健（えだじまのけん）
広島時代の情二の義兄弟。天才的な喧嘩の達人。とある事情で参加した東京湾海底の空間で開催されるパンクラチオン（闇格闘技）トーナメントで再会する。

## 単行本
ヤングジャンプ・コミックス（集英社）より刊行。全14巻。
1. 1989年12月発売 ISBN 4-08-861781-9
2. 1990年3月発売 ISBN 4-08-861782-7
3. 1990年6月発売 ISBN 4-08-861783-5
4. 1990年10月発売 ISBN 4-08-861784-3
5. 1991年1月発売 ISBN 4-08-861785-1
6. 1991年4月発売 ISBN 4-08-861786-X
7. 1991年7月発売 ISBN 4-08-861787-8
8. 1991年9月発売 ISBN 4-08-861788-6
9. 1991年12月発売 ISBN 4-08-861789-4
10. 1992年4月発売 ISBN 4-08-861790-8
11. 1992年8月発売 ISBN 4-08-861791-6
12. 1992年9月発売 ISBN 4-08-861792-4
13. 1992年10月発売 ISBN 4-08-861793-2
14. 1992年11月発売 ISBN 4-08-861794-0

## 実写作品
1991年〜1994年にかけて、筧利夫主演による映画およびオリジナルビデオとして計4作が大映で製作された。
- 第1作（映画）はいすくーる仁義（1） - 1991年、86分、カラー。
- 第2作（映画）はいすくーる仁義2 たいへんよくできました。（2）- 1992年、85分、カラー。
- 外伝（オリジナルビデオ）はいすくーる仁義外伝 地を這う者（外）- 1994年、80分、カラー。
- 第3作（映画）はいすくーる仁義√3 さらば情二（3）- 1994年、85分、カラー。

### キャスト
全作出演
- 安芸情二 - 筧利夫
- 白鳥礼子 - 白島靖代
- 米田明 - 沢井小次郎
- 黒井純一 - 鼓太郎
- 西守 - 雅まさ彦
- 教頭 - 大杉漣

3作に出演
- 屋代 - 浅川剣介（1、2、3）

2作に出演
- 早乙女愛 - 三木のり平（1、外）

第1作のみ
- 西園寺金之介 - 我王銀次
- 陣内玉三郎 - 団優太
- 校長 - 穂積隆信
- ケイオー - 中島陽典
- アツコ - 里井真由美
- アツコの子ども時代 - 小出由華
- あゆみ - 宍戸留美
- ブンタ - 下元史朗
- エバ - 大島蓉子
- 用心棒 - 新上博巳
- ヤクザ - 髙橋伸稔、ジーコ内山、ダンナ小柳、ギュウゾウ

第2作のみ
- 清川 - 宇梶剛士
- 権現 - 天本英世
- 中年男 - 藤木悠
- 重千代 - 藤奈津子
- マリリン - 大島蓉子
- 狙撃手 - 神戸浩
- 28号 - 中村浩二
- 黒井の父親 - 森下哲夫
- 横浜ドリームランド支配人 - 前田政二
- 大岡 - 及川以造
- 丸井 - 福崎和宏
- 自転車男 - ジーコ内山

外伝のみ
- 赤井一牙 - 椎名桔平
- 洋子 - 中山忍
- 翔 - 峰野勝成
- マムシ - 斉藤暁
- 村木 - 米山善吉
- 成田山 - 加治健太郎
- お好み焼き屋店員 - わたる哲平

第3作のみ
- 山下 - 池谷幸雄
- ニュースキャスター - 菅原大吉
- ニコライ - 菅田俊
- 英子 - 吉野綾
- 中国人 - 斉藤暁
- 靴磨き屋 - 森下哲夫
- 魚屋 - 大島蓉子
- 酒屋- ジーコ内山
- 肉屋 - タケ・ウケタ
- 金龍飯店店長 - 栩野幸知
- 金龍飯店店員 - 清水一彦（現：清水一哉）、中村浩二
- 自転車の女生徒 - 永嶋美佐子
- フンタ・ヤスの声 - 松本大
- ナレーター - 垂木勉

### 主題歌
- 第1作：かまいたち「I LOVE YOU」
- 第2作：ボ・ガンボス「ポケットの中」
- 外伝（オリジナルビデオ）：なし
- 第3作（映画）：遠藤ミチロウ「仰げば尊し」

### スタッフ
- 監督・脚本：小松隆志
- 共同脚本：笠井健夫（2.外伝）
- 音楽：埜邑紀見男
- 撮影：三好和宏（1）、喜久村徳章（2-）
- 美術：内田哲也（1）、手塚常光（2-）
- 録音：大宮健司（1）、熊谷良兵衛（2）、武健（外伝.3）
- 編集：菊池純一（1）、遠山千秋（2-）
- 装飾：長谷川圭一（1）、小林健三（2）、岸田洋治（外伝）、三浦清隆（3）
- 助監督：田胡正道（1）、児玉宜久（2）、中田圭（2）、竹内敬明（外伝）、田村孝蔵（3）
- 技斗：多賀谷歩
- スタント&アクション：倉田プロモーション
- 刺青・ガンエフェクト：栩野幸知（1.2.3）、テリィ中山（外伝）
- 音響効果：柴崎憲治
- ポスプロ：映広
- 現像・テレシネ：東京現像所（1）、IMAGICA（2-）
- スタッフ協力：日本映画学校
- 製作者：島田開（1.2）、池田哲也（外伝.3）
- 企画：武内健
- プロデューサー：鈴木良紀（大映）、室岡信明（MMI）
- 製作協力：大映映像（1.2）、MMI（外伝.3）
- 製作・配給：大映

## OVA
1992年2月10日発売。
キャスト　
- 安芸情二：忍野タケル
- 陣内玉三郎：堀内賢雄
- 早乙女愛：緒方賢一
- 白鳥礼子：折笠愛
- アツコ：松井菜桜子
- 米田明：岩永哲哉
- 黒井純一：森川智之
- 西守：高木渉
- 教頭：沢木郁也
- 亀田：古田信幸
- 安芸倫子：江森浩子
- 屋代：小野健一
- 正木：松尾貴司
- マスター：中嶋聡彦
- 里美：天野由梨
- 理恵：西原久美子

スタッフ
- エグゼクティブプロデューサー：瀬島光雄
- 企画：中村季靖
- 原作：水穂しゅうし（集英社「週刊ヤングジャンプ」連載）
- プロデューサー：河野英一、白石忠一
- 脚本：満友敬司
- 監督・絵コンテ：アミノテツロー
- 演出：山口美浩
- キャラクターデザイン・作画監督・美術設定：阿部恒
- 制作プロデューサー：島崎克実、安西武
- 美術監督：金元永
- カラーコーディネーター：大貫けいこ
- 撮影監督：藤田正明
- 編集：尾形治敏、伊藤勇喜子、末吉文弘
- 音響監督：田中英行
- 音楽：フリースタッフ、安藤高弘、アミノテツロー
- 原画：大坂竹志、松原大、三谷章夫、飯野享、今野博司、嘉村弘之、福地信之、森中正春、三木佳人、中山尚久、阿部晃瑳詩
- 動画チェック：増井宏行
- 色指定・検査：佐藤新之助
- 特殊効果：マリックス、干場豊
- 背景：WON PRODUCTION
- 音響制作：オーディオ田中
- 録音：池上信照
- 効果：今野康之
- 録音スタジオ：タバック
- 制作担当：豊田孝
- 制作進行：道下浩巳
- タイトル：マキ・プロ
- 現像：東京現像所
- 制作協力：童夢
- 制作：J.C.STAFF
- 製作：日本映像
- 発売元：株式会社日映エージェンシー
- 販売元：マクザム